# Brad Maddox
Tyler Kluttz (Charlotte, 4 de maio de 1984) é um árbitro, autoridade e lutador de luta profissional estadunidense.
Maddox lutou na Florida Championship Wrestling (FCW, hoje NXT Wrestling), território de desenvolvimento da WWE. Com Briley Pierce e Rick Victor, ele conquistou o FCW Florida Tag Team Championship duas vezes, enquanto detinha o FCW 15 Championship, como último campeão. Ele também já ganhou o OVW Heavyweight Championship e o OVW Television Championship.

## Carreira no wrestling profissional

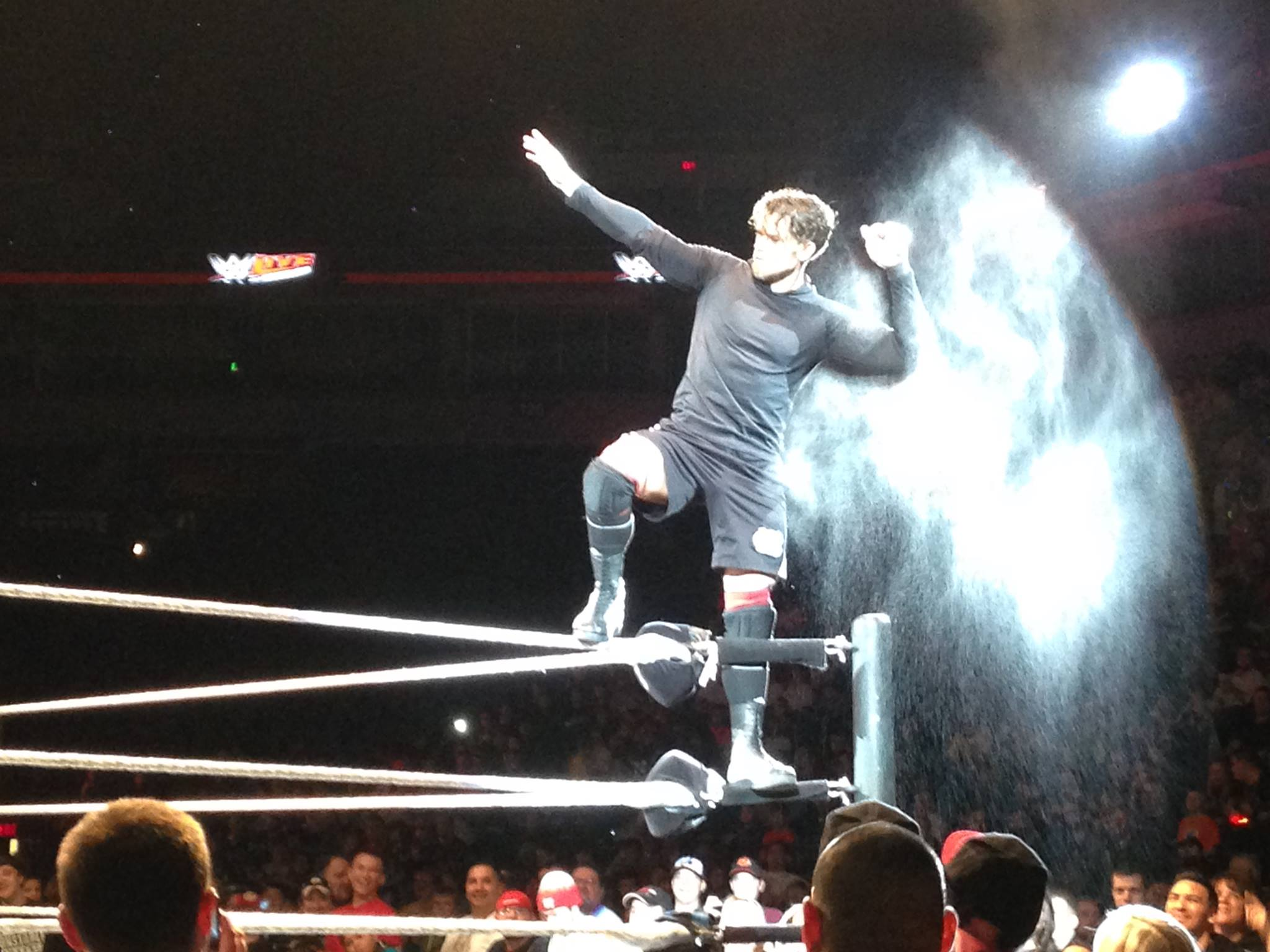
Brad Maddox fazendo sua entrada no ringue durante seu tempo como árbitro principal na WWE, destacando sua participação no wrestling profissional entre 2010 e 2014.

### World Wrestling Entertainment / WWE (2010—2014)

#### Árbitro (2012—2013)
Maddox foi promovido ao elenco principal como árbitro em agosto de 2012. Sua primeira participação foi em 20 de agosto, oficiando uma battle royal vencida por Kaitlyn no WWE Raw. Ele foi o árbitro da luta entre Sheamus & John Cena versus CM Punk & Alberto Del Rio no Raw de 17 de setembro, dando erroneamente a vitória a Sheamus e Cena. Na semana seguinte, Punk exigiu que Maddox deixasse a WWE. No Hell in a Cell, Maddox ajudou Punk a manter o WWE Championship contra Ryback em uma luta Hell in a Cell, atacando Ryback e fazendo uma contagem rápida. Ryback atacaria Maddox e, no episódio seguinte do Raw, Punk negou qualquer relação com Maddox. No Main Event de dois dias depois, foi anunciado que Maddox havia sido suspenso. No Raw de 5 de novembro, Maddox explicou que havia atacado Ryback para ser notado e contratado como lutador. Vince McMahon ofereceu a Maddox um contrato de 1 milhão de dólares caso ele vencesse Ryback na semana seguinte. Maddox, no entanto, foi derrotado. Ele retornou no Raw de 3 de dezembro, novamente exigindo um contrato. Ele foi derrotado por Randy Orton. Maddox foi o árbitro da luta entre Vickie Guerrero e AJ Lee, dando injustamente a vitória à Guerrero. No SmackDown de 19 de dezembro, Maddox foi derrotado por Brodus Clay e, nas semanas seguintes, por Sheamus e The Great Khali. Além de importunar Paul Heyman pedindo um emprego, Maddox passou a unir-se aos comentaristas durante curtos períodos de tempo, antes de fugir. No Raw de 28 de janeiro, foi revelado que Maddox e the Shield foram pagos por Heyman para interferir nas lutas de Punk. No Raw da semana seguinte, Maddox foi atacado pelos membros da Shield.

#### Assistente de Vickie Guerrero e Gerente Geral do Raw (2013—2014)
No Raw de 18 de fevereiro, Maddox foi nomeado assistente de Vickie Guerrero por Vince McMahon. Nas semanas seguintes, eles passaram a se nomear "Team Brickie". No Raw de 8 de julho, Braddox foi nomeado novo Gerente Geral do programa após a demissão de Guerrero. No Money in the Bank, Maddox apresentou um vídeo zombando de Vickie.
No Raw pos-Money in the Bank Brad deu a hipotese a Jonh Cena de escolher o seu oponente no Summerslam

## No wrestling
- Movimentos de finalização
  - Deal Breaker (Spinning sitout shoulder jawbreaker)[1]

- Movimentos secundários
  - Low blow

- Managers
  - Summer Rae
  - A. W.

- Alcunhas
  - "Beefcake Wellington"[3]
  - "Beefy"

## Títulos e prêmios
- Florida Championship Wrestling
  - FCW Florida Tag Team Championship (2 vezes) – com Briley Pierce (1) e Rick Victor (1)[5]
  - FCW 15 Championship (1 vez)

- Ohio Valley Wrestling
  - OVW Television Championship (1 vez)[2]
  - OVW Heavyweight Championship (1 vez)[2]